# José Matias Nunes

José Matias Nunes.

José Matias Nunes (1848 — 1920) foi um oficial do Exército Português, ligado ao Partido Progressista, que, entre outras funções de relevo, foi Ministro da Guerra no governo presidido por José Luciano de Castro, de 27 de Dezembro de 1905 a 19 de Março de 1906, e novamente no governo presidido por Veiga Beirão, entre 22 de Dezembro de 1909 e 26 de Junho de 1910.